# Jules Milhau
Pour les articles homonymes, voir Milhau (homonymie).
Jules Jean Julien Milhau, né à Causses-et-Veyran (Hérault) le 22 juillet 1903 et décédé à Agde le 21 août 1972, est un économiste du mouvement mutualiste français, théoricien de l'économie rurale et homme politique de l'Hérault.
Il est inhumé au cimetière de Causses-et-Veyran.

## Biographie
Né dans une famille modeste de viticulteurs originaire du village de Canac(dans la commune de Murat-sur-Vèbre), sa mère, Noémie Rivemale est couturière et son père Jules Jean Milhau dit Emile, est un petit propriétaire, que l'engagement mutualiste conduit à créer l'une des premières sociétés de secours mutuels du village. À l'âge de quatre ans il est affecté d'une grave maladie qui le tient immobilisé pendant trois ans et d'où il est sorti marqué physiquement et moralement par une jambe ankylosée. Jules Milhau est le petit cousin de Jean Milhau (peintre).

### Formation et enseignement
Jules Milhau fait toutes ses classes primaires à Causses-et-Veyran. Son père étant mobilisé au Maroc, il est pris en charge par des membres de sa famille qui lui permettent de poursuivre ses études à l'École supérieure Michelet à Montpellier, à l'École primaire supérieure de Paulhan et au lycée Henri-IV de Béziers. Une fois bachelier, Jules Milhau prépare Mathématiques Supérieurs et Mathématiques Spéciales, mais il est arrêté à nouveau par son état de santé.
Jules Milhau obtient en 1925 et 1926 les licences de mathématiques et de physique à la faculté de Montpellier et devient professeur de physique au lycée de Provins.
Inscrit à la Sorbonne pour préparer une thèse de physique il abandonne ce projet pour suivre les enseignements de Charles Gide au Collège de France et s'oriente ainsi vers l'économie.
En 1930, tout en étant professeur au lycée d'Agde, il s'inscrit à l'université de droit de Montpellier où il obtient une licence de droit. Après l'obtention d'un diplôme d'études supérieures (DES) d'économie politique, droit public, et droit privé, Jules Milhau soutient en 1935 une thèse intitulée Étude économique du prix du vin en France avec mention très bien et éloges.
À la fois juriste et scientifique, le travail universitaire de Jules Milhau constitue l'une des premières applications de l'économétrie. Domaine peu connu dans un milieu universitaire dont la formation est celle des humanités, le caractère opérationnel de ses résultats est bien reçu, ce qui le mobilise dans cette nouvelle branche de la discipline économique.
L'objet de sa thèse est la construction d'un modèle de prévision des prix du vin nécessaire aux mécanismes de lutte contre l'irrégularité des cours du vin (défaut de régulation). Jules Milhau se fait ainsi le défenseur d'un modèle économique de type coopératif, intermédiaire aux modèles libéraux et étatistes, devant permettre la sauvegarde de la petite paysannerie dont il était originaire.
En 1939 Jules Milhau obtient un poste de chargé de cours à l'université de Toulouse, où il poursuit ses travaux sur les applications économétriques et le prix du vin. Il est chargé de mission en 1941 pour le compte du secrétariat d'État à l'instruction, dont il tirera une étude sur le vignoble du Maghreb. En janvier 1942 Jules Milhau est rattaché à l'université de Montpellier où il réussit brillamment, après deux tentatives (en 1938 et 1942), le concours de l'agrégation et devient professeur d'université.

### Parcours de militant politique
Dès son adolescence et parallèlement à son parcours universitaire et intellectuel, Jules Milhau est aussi un militant de gauche actif. Dans son village il milite dès les années 1920 au sein des jeunesses laïques républicaines.
À son retour de Provins en 1930, Jules Milhau s'investit dans la section d'Agde dont il devient le secrétaire à partir de 1933. Il joue aussi un rôle de premier plan dans la fédération départementale où il occupe plusieurs fonctions. Il milite aussi au sein de l'Université populaire de Montpellier où il anime plusieurs conférences entre 1934 et 1948. C'est pendant cette période qu'il adhère à la SFIO, parti dont il était proche, avec son programme agricole, sa philosophie laïque et anticléricale, aussi présentes au sein des jeunesses laïques et républicaines.
Jules Milhau jouera un rôle important à la SFIO d'Agde, parce qu'à partir de 1933 le parti subit une hémorragie d'élus et de militants consécutive à la scission impulsée par Édouard Barthe et que Jules Milhau sera de ceux qui restent à la SFIO. Il deviendra secrétaire de section et propagandiste fédéral spécialisé dans les questions économiques. Pacifiste
convaincu et partisan de Paul Faure, il soutient avec Fernand Roucayrol la motion Blum-Faure en 1937. Militant reconnu, Jules Milhau, se voit proposer plusieurs candidatures aux élections locales, mais il se présente sans succès; aux élections municipales de Causses-et-Veyran en 1935, à la troisième circonscription de Béziers en 1936, fief de d'Édouard Barthe. Au-delà de la lutte partisane, est présente aussi l'opposition entre deux projets viticoles, celui de Barthe favorable au statut viticole (lois Barthe) et celui de Milhau favorable à l'office des vins.
Enfin, en 1938 ont lieu à Agde des élections municipales complémentaires et Jules Milhau est élu sur une liste alliant socialistes, communistes et radicaux face à la liste patronnée par Jean Felix ex-maire SFIO d'Agde proche de Barthe.
Durant la période 1939-1944, Jules Milhau semble avoir cessé tout rôle politique actif et se consacre essentiellement à ses travaux de recherche.

### Parcours du mutualiste et de l'économiste régional
À la Libération Jules Milhau devient l'un des principaux dirigeants de la mutualité et de la coopération agricole régionale. Il possède les qualités personnelles qui sont susceptibles de mobiliser toutes les ressources nécessaires au développement régional : son statut d'expert reconnu de la question viticole, son appartenance à la SFIO, sa modération et son savoir-faire relationnel.
Jules Milhau est nommé par le nouveau pouvoir président des caisses de réassurances agricoles du Midi, sur proposition du directeur de l'École nationale supérieure agronomique de Montpellier (ENSA-M) le professeur Buchet et avec le soutien des cadres SFIO de la mutualité qui jouent un rôle actif dans la recomposition de ces organismes. Il participe aussi à la mise en place de la Confédération générale de l'agriculture dont il devient l'un des administrateurs départementaux.
En 1947, Jules Milhau devient administrateur des caisses centrales de la mutualité agricole et vice-président de l'Union. Il préside en 1948 la Mutualité Sociale Agricole (MSA) nouvellement créée.
Au-delà de ses positions institutionnelles, dès 1945 Jules Milhau fait paraître dans le Populaire du Bas Languedoc son projet d'Office du vin ; « plan d'ensemble scientifiquement étudié » qui se veut une solution aux aléas de l'économie de marché.
Il s'agit pour l'auteur d'instituer un organisme régulateur susceptible d'harmoniser le différentiel entre offre et demande, afin d'affranchir le producteur des contraintes excessives du marché. Partant de l'idée que le législateur ne peut intervenir efficacement que sur l'offre, son projet vise à stocker les surplus de récolte d'une année pour les écouler lors des années déficitaires.
Pour lui une telle solution n'est possible qu'en développant les moyens collectifs des caves coopératives. Mais au-delà de la question de la régulation du marché, c'est le devenir de la petite exploitation viticole qui est au centre de sa problématique. La petite exploitation n'est viable qu'à la condition d'être modernisée. La coopération ne doit donc pas seulement se limiter à la vinification mais aussi à la vente en commun de la production et à l'achat des outils de production.
Jules Milhau est de ceux qui vont aussi prôner l'évolution qualitative du vignoble du Languedoc en favorisant sa reconversion avec des cépages méridionaux de qualité et l'amélioration des techniques de vinification. Il fonde dès 1945 le syndicat des coteaux de l'Orb et du Vernazobre qui portera par la suite la dénomination Saint Chinian tout en développant la fédération méridionale des VDQS.
À partir de 1950 Jules Milhau joue un rôle moteur dans les politiques de développement régional. Compte tenu de la dépendance viticole il apporte un soutien déterminé au projet d'aménagement régional prôné par Philippe Lamour, qui aboutira en 1954 à la création de la Compagnie Nationale du Bas Rhône Languedoc; ce qui favorisera son intégration auprès des planificateurs nationaux (Commissariat général au Plan).
En tant que membre du comité économique, au titre de la mutualité depuis 1951, Jules Milhau obtient l'appui financier et institutionnel pour lancer plusieurs enquêtes sur la productivité des économies régionales. En 1953, il crée le Centre régional de la productivité et des études économiques associant universitaires et acteurs locaux pour produire des études de conjoncture régionale et diffuser les politiques de modernisation agricole.
En 1961, il devient le président de la Commission de développement économique régionale du Languedoc (structure institutionnelle de l'administration gaulliste) et crée avec Philippe Lamour la Société d'aménagement foncier et d'établissement rural (SAFER) pour intégrer en 1962 la Commission nationale d'aménagement du territoire.
Jules Milhau continuera à jouer un rôle actif dans le développement régional après son départ de l'université à la fin de 1968 et décèdera brutalement en août 1972 au Cap d'Agde.

## Le marché du vin
Jules Milhau a été préoccupé, sa vie durant, par l'étude de l'économie rurale. C'est probablement pour mieux appréhender les phénomènes du monde rural qu'il s'est fait économiste. Son œuvre s'est achevée comme elle avait commencé : par une étude d'économie viticole.
De son Traité d'économie rurale (PUF 1954) est extrait ce Paragraphe 2 - Le marche du vin se trouvant au Chapitre II- L'Etude des marches agricoles

### La prévision du prix du vin
Peut-on prévoir le prix moyen annuel du vin dès que la récolte est connue d'une manière certaine ?
[] Le prix du vin subit au cours de l'année viticole des oscillations notables qui peuvent, suivant le cas, susciter des espérances folles ou déterminer l'affolement des vignerons. La connaissance du prix normal que l'automatisme des prix doit imposer contiendra la spéculation dans de justes limites. Si les cours sont inférieurs au prix normale moyen calculé par le statisticien, la sagesse consistera à attendre un moment plus favorable pour vendre, moment qui arrivera certainement, surtout si l'on est qu'au début de l'année viticole. Si les cours sont plus élevés que le prix normal, il sera prudent de vendre. Il en résultera une plus grande régularité des prix, qui s'écarteront moins du prix moyen normal. Nous pourrons déceler les équilibres instables susceptibles de se produire parfois et qui contribuent à fausser le jeu du marché, et mettre en garde négociants et viticulteurs.

#### Prévision pour une formule linéaire:y=ax+b{\displaystyle y=ax+b}
{\displaystyle x} étant la production métropolitaine (la plus importante pour la formation du prix);
{\displaystyle y} étant le prix annuel moyen corrigé par l'indice des prix de gros.
En utilisant le coefficient de corrélation déjà calculé entre x et y, nous avons la relation classique:

{\displaystyle {\bar {y}}} valeur moyenne de {\displaystyle y}
{\displaystyle {\bar {x}}} valeur moyenne de {\displaystyle x}
{\displaystyle y} déviation type de {\displaystyle y}
{\displaystyle x} déviation type de {\displaystyle x}
Tous calculs effectués, nous obtenons : {\displaystyle y=63,07-0,754x}

#### Liaison de la formey=kxm{\displaystyle y=kx^{m}}
Supposons entre la production métropolitaine {\displaystyle x} et le prix {\displaystyle y}, une liaison de la forme {\displaystyle y=kx^{m}} dont la forme logarithmique s'écrit : {\displaystyle log.y=log.k+mlog.x}

Si nous remplaçons x et y par leur valeur, de 1919 à 1933, nous obtenons un système de 14 équations à deux inconnues (m et log. k) que nous pouvons résoudre par la méthode des moindres carrés.
 Nous obtenons en définitive : {\displaystyle m=-1,988} et {\displaystyle K=57005}
La liaison entre {\displaystyle x} et {\displaystyle y} s'écrira donc : {\displaystyle y={\frac {57005}{x1988}}} ou très approximativement {\displaystyle y={\frac {57*10^{3}}{x^{3}}}}
Nous pouvons donc énoncer la loi suivante :

Le prix réel du vin est en raison inverse du carré de la production.
Il est curieux de noter que Stanley Jevons, dans son ouvrage La Théorie de l'économie politique, étudiant la variation du prix du blé, énonce une loi identique à celle que nous venons d'établir : "L'on peut dire, et c'est une première approximation grossière, que le prix du blé varie d'une manière inversement proportionnelle au carré de l'offre, pourvu que cette offre ne soit pas exceptionnellement petite".

La formule précédente peut donner directement le prix en francs. Il suffit de faire intervenir l'indice des prix de gros : {\displaystyle p=10{\frac {57I}{n^{2}}}}

{\displaystyle p} prix en francs
{\displaystyle n} récolte française en millions d'hectolitres
{\displaystyle I} indice des quarante-cinq marchandises.

#### Applications numériques
Cas de l'année 1933-1934
 Soit l'année 1933-1934, dont nous n'avons pas utilisé les données au cours de nos calculs. La production en millions d'hectolitres a été de 49,6 pour la métropole. Appliquons à cette récolte les deux formules que nous avons établies pour la prévision des prix. Voici les résultats :
1. Prix obtenu avec la formule {\displaystyle y=63,07-0,754x} : 96,50 F.
2. Prix obtenu avec la formule {\displaystyle y={\frac {57*10^{3}}{x^{2}}}:91.70}F

Prix du marché : 89,40 F.
 Les prix calculés sont donc supérieurs aux prix observés. La formule linéaire est celle qui s'écarte le plus de la réalité.

Nous pouvons alors facilement interpréter la physionomie du marché viticole pour la campagne 1933-1934.
1. Pendant les 8 premiers mois de l'année, les cours s'alourdissent. Ils sont inférieurs de 10 F par hectolitre en moyenne aux prix normaux. Quelle en est la cause ? Crise, chômage, événements politiques ?
2. En juin et juillet, reprise des cours qui fait monter le prix du degré de 9 à 10, 11, 12, 13 et même 13,25 F le degré. Ce n'est pas la perspective d'une mauvaise récolte. La récolte de 1934 est une récolte record. Sans doute on a observé quelques attaques de mildiou en juin mais le mal a été insignifiant ; insuffisant de toute évidence, pour justifier une hausse de 40 à 50 %. Cette montée des cours qui se poursuit jusqu'en juillet s'explique par une véritable action de masse. On était en présence de prix trop bas ; c'était un équilibre anormal, instable, dû sans doute à des conditions exceptionnelles. Cet équilibre se détruit pour faire place à l'équilibre normal, stable.
3. Mais voici le onzième et le douzième mois. La récolte prochaine commence à faire sentir son effet. Les cours reculent.

Que d'erreurs énoncées tant au moment de la hausse qu'à celui de la baisse ! Cette dernière étant mise exclusivement sur le compte de l'abaissement du degré minimum !

#### Application à la récolte 1934
La récolte métropolitaine s'élève en 1934 à 75,2 millions d'hectolitres.Pour une telle production, notre formule {\displaystyle p=10{\frac {57I}{n^{2}}}} fait prévoir un prix moyen annuel : {\displaystyle p=10{\frac {57*348}{75,2^{2}}}=35} F (ou 4,90 F le degré) en prenant comme indice moyen des prix de gros {\displaystyle I=348}.

Si nous tenons compte de la distillation obligatoire et si nous estimons approximativement (d'après les déclarations officielles connues à ce jour) la quantité de vin distillé à 7,2 millions d'hectolitres pour la France, le prix moyen le plus probable devient : {\displaystyle p=10{\frac {57*348}{68^{2}}}=42,8} F (ou 4,75 F le degré).
Ce dernier chiffre semble bien conforme à la réalité ; jusqu'à cette date (juin 1935), les cours du vin ont oscillé entre 4 et 6 F le degré.

Notre théorie nous conduit donc à attribuer un effet sensible à la distillation obligatoire. Si nos calculs sont exacts, les cours ont été relevés, grâce à la distillation obligatoire, de 35 à 42,80 F soit environ 8 F par hectolitre.

(Étude économétrique du prix du vin. Causse, Graille et Castelnau, Montpellier 1935)

## La Richesse Péagère
Le Professeur Jules Milhau est l'inventeur de la notion de "richesse péagère". Dès 1952 il considérait qu'un nouvel avenir se présentait sur la façade méditerranéenne du Languedoc-Roussillon.

### Le Bas-Languedoc couloir touristique
L'immense plage de sable fin qui s'étend de façon ininterrompue du Grau-du-Roi à Argelès-sur-Mer (à l'exception des rochers du Mont Saint-Clair, du Cap d'Agde ou du Rocher de Leucate) devait être mise en valeur pour en faire un pôle touristique.
« Le Bas-Languedoc est le couloir naturel, le trait d'union entre deux grands pôles de développement échappant à l'emprise parisienne : le pôle rhodanien (autre axe important) et le pôle aquitain, dont les hydrocarbures pyrénéens feront peut-être demain l'un des foyers économiques les plus actifs du pays. La vieille route occitane est aussi une route internationale (Barcelone-Genève), dont l'importance grandira à mesure que le monde ibérique s'ouvrira davantage à la coopération internationale [Note: Plutôt que de concurrence entre rail et la route, nous devrions parler de « coordination », en vue d'une plus grande efficacité des transports. Le Bas-Languedoc doit prévoir des marchés-gares pour l'écoulement de ses récoltes périssables (fruits et légumes) et des aérogares pour les productions pouvant supporter le transport aérien (fruits de luxe, pêche...)]. De plus, cette grande route historique est aussi une route maritime et touristique. D'année en année, le nombre des touristes s'accroît rapidement avec la multiplication des moyens de transport individuels et collectifs, et avec l'allongement des congés payés. L'organisation des loisirs des travailleurs devient une des grandes industries du pays absorbant et produisant des revenus. (3° Le secteur tertiaire – A. La Richesse péagère – p.1.032). »
Pourquoi ne pas retenir et inciter les nombreux vacanciers, qui prenaient la nationale 113 pour se rendre dans la Péninsule Ibérique, à séjourner dans le Languedoc-Roussillon. Cette région possédait les mêmes richesses ; la mer, le soleil, un climat méditerranéen et un patrimoine artistique équivalent à celui de la côte espagnole. Des aménagements du littoral du Languedoc-Roussillon devaient être réalisés comme le reboisement, la démoustication, l'ouverture de nouvelles routes, la construction de nouvelles stations pour créer une zone touristique à l'échelle européenne.
Déjà deux notions fondamentales apparaissaient dans la pensée de Jules Milhau :
- La notion de richesse naturelle prenait une nouvelle dimension.
- Devant la naissance du besoin d'évasion, de repos, de loisirs, le Tourisme devenait un phénomène économique complet ayant un rôle considérable à jouer dans le développement des régions et des nations.

« Les investissements touristiques sur les plages languedociennes, pour les deux ou trois décennies prochaines, apparaissaient comme l'un des plus sûrs placements du point de vue de la rentabilité la plus stricte. La théorie de la rente du sol peut s'appliquer ici à coup sûr. Le Languedoc peut s'enrichir en vendant 200 kilomètres de front de mer au reste de la France. »

### Richesses touristiques
Sur le plan national, les ressources touristiques de pays comme l'Italie ou l'Espagne valent tout aussi bien les ressources minières ou pétrolières que possèdent d'autres pays dans le monde.
Cependant :
1. Les richesses touristiques ne peuvent être exportées directement. Les nations en développement exportent leurs minerais ou leurs produits agricoles sous leur forme brute. Dès qu'elles acquièrent une certaine autonomie économique, elles rendent une partie de leurs ressources directement consommables localement tout en exportant le reste de leur production. Les pays possédant des richesses touristiques n'exportent aucune matière, mais les consommateurs étrangers font entrer des devises dans le pays. La consommation s'effectue directement sur le lieu de production, les richesses sont vendues localement entièrement élaborées.
2. Le marché des vacances n'a pas ses prestations cotées impérativement par des organismes habilités. Contrairement aux produits miniers et agricoles dont l'économie est étroitement liée aux cours fixés par quelques Bourses de pays consommateurs (« Club des pays les plus riches du monde »), le marché du Tourisme obéit moins aux règles des cours mondiaux en raison de la masse des consommateurs qui traitent directement avec de nombreux prestataires de services répartis entre producteurs et consommateurs. L'offre et la demande sont moins normalisées en raison de la qualité et de la diversité spécifique à chaque produit touristique.

Le Tourisme constitue un phénomène économique de premier ordre qui permet de reconsidérer l'idée d'inactivité que l'on se faisait des loisirs. L'inactivité dans les pays à faible niveau de vie s'appelle chômage. Le sous-emploi d'une partie de la population active détériore les revenus de l'ensemble de la nation. L'inactivité est alors synonyme de récession. Dans les pays à niveau de vie élevé, l'inactivité correspond à des loisirs de plus en plus nombreux réclamés par les individus. L'inactivité est dans ce cas source de consommation et de loisirs qui ne sont plus incompatibles avec l'expansion de l'activité économique, car elle crée des emplois pour des personnes à la recherche d'activités.

### Le Tourisme, correcteur des disparités économiques
Le Tourisme devient alors un élément correcteur des disparités économiques sur le plan régional et sur le plan national. Les régions industriellement sous-développées exercent sur les touristes un attrait certain avec leurs sites naturels, montagne, mer et air pur. Cette migration saisonnière accompagne le déplacement de la consommation vers des secteurs où il n'y a pas le plein emploi et sans qu'il y ait pour autant échange de produits rares.
L'aménagement de nouvelles zones touristiques, en Languedoc-Roussillon en particulier, où la contribution de l'État a été prépondérante pour la mise en place de l'infrastructure, a permis d'ouvrir la voie au Tourisme Social. On a pu retenir sur le territoire national des vacanciers à faibles revenus qui auraient pu être tentés d'aller dans des pays étrangers où les prix pratiqués sont plus faibles.
Le Tourisme a permis à d'autres nations de sortir leur économie de l'engourdissement séculaire dans lequel elles étaient plongées. Ce fut le cas de l'Italie des années 1950 ; c'est le cas de l'Espagne d'aujourd'hui [1960] ; ce sera le cas de la Tunisie et du Maroc dans quelques années [1970], pour citer des exemples que les Français trouveront à proximité de leurs frontières.
Chaque région ou nation a le plus grand intérêt à tirer profit de sa « richesse péagère », à mettre en valeur et exploiter les gisements de loisirs dont elle peut être dotée par la nature.